# Senuma Shigeki
Senuma Shigeki (japanisch 瀬沼 茂樹, wirklicher Name Suzuki Tadanao (鈴木 忠直); geboren 6. Oktober 1904 in Tōkyō; gestorben 14. August 1988) war ein japanischer Literaturkritiker.

## Leben und Wirken
Senuma Shigeki machte seinen Abschluss an der „Tōkyō Shōka Daigaku“ (東京商科大学), wo er seinen lebenslangen Freund Itō Sei traf. Schon als Student hatte Senuma begonnen, Essays, Gedichte und Erzählungen zu schreiben. So  fiel er 1933 mit seiner Veröffentlichung „Literatur der Gegenwart“ auf. Nach dem Studium war er zunächst beim Verlag Chikura (千倉書房, Chikura shobō) angestellt und war dann an der Nihon-Universität und anderswo beschäftigt.
Senuma ist bekannt für sorgfältige Studien und breiter Perspektive, was moderne Literatur angeht. Zu seinen wichtigsten Werken gehören
- „Literatur der Gegenwart“ (現代の文学, Gendai bungaku) 1933, eine Sammlung von Essays, die eine detaillierte Analyse der Literatur der frühen Jahre der Shōwa-Zeit umfasst,
- „Ursprünge der modernen japanischen Literatur – Herkunft und Selbst“ (近代日本文学のなりたち 家と自我, Kindai Nhon bungaku no naritachi  ie to jiga) 1951,
- „Geschichte der japanischen Literatengemeinschaft“ (日本文壇史, Nihon bundan-shi), 1977–78. Er erhielt dafür 1978 den Yomiuri-Literaturpreis.